# Nógrádszakál
Nógrádszakál es un pueblo ubicado en el condado de Nógrád, Hungría.

## Superficie
Posee una superficie de 18,72 kilómetros cuadrados.

## Demografía
Hasta 2021 la población era de 642 habitantes, con una densidad de población de 34,29 habitantes por kilómetro cuadrado.